# صناعة السيارات في إيطاليا
صناعة السيارات في إيطاليا هي قطاع كبير جداً يساهم في الاقتصاد الإيطالي حيث يوظف أكثر من 196,000 (حسب 2004). إيطاليا هي خامس أكبر منتج للسيارات في أوروبا. تهيمن حالياً شركة فيات على كامل الصناعة الإيطالية تقريباً، حيث أنتجت في عام 2001 أكثر من 90 ٪ من المركبات. صناعة قطع غيار السيارات الإيطالية تغطي أكثر من 2131 شركة وتوظف ما يقرب من 250,000 شخص حسب عام 2006. تشتهر صناعة السيارات في إيطاليا بتصاميمها وسيارات المدينة الصغيرة والرياضية والسيارات الفارهة. يشكل وارد صناعة السيارات 8.5 ٪ من الناتج المحلي الإجمالي الإيطالي.

## معرض صور

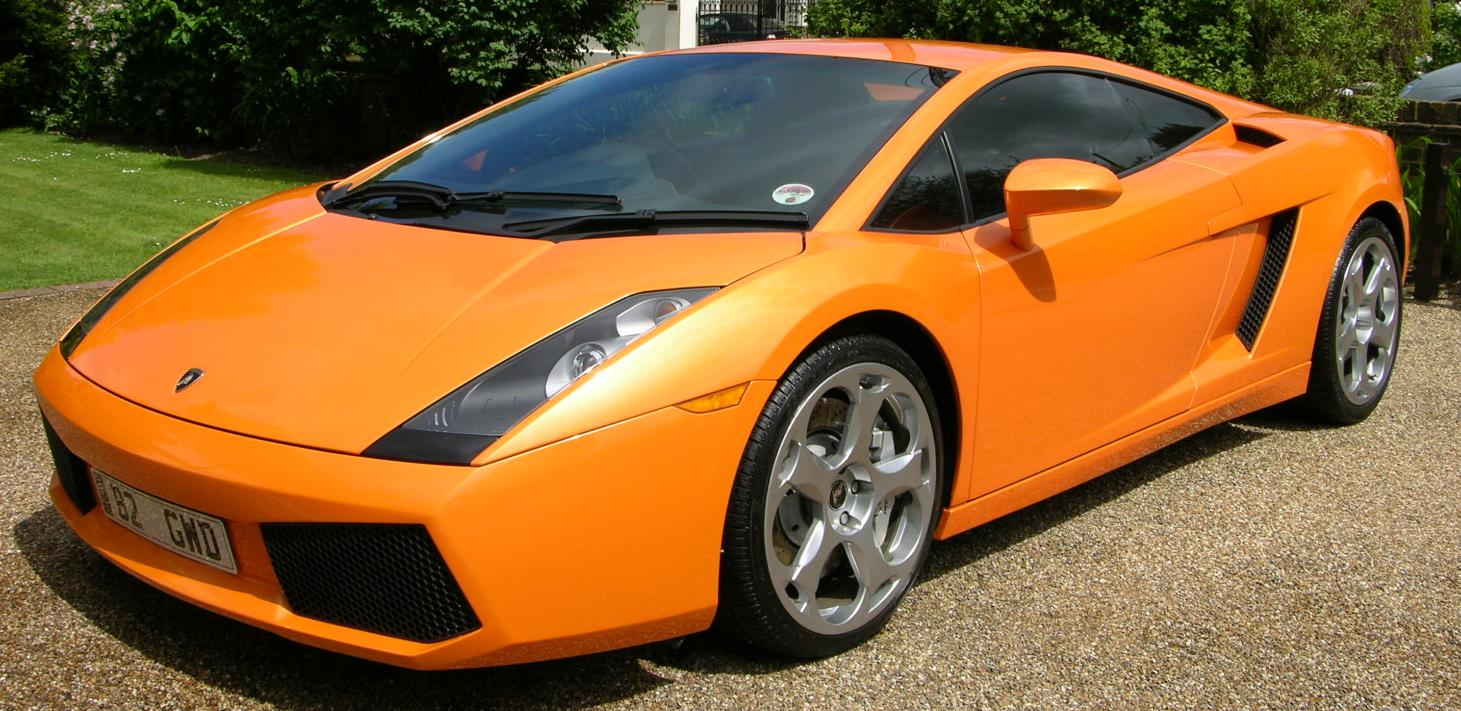
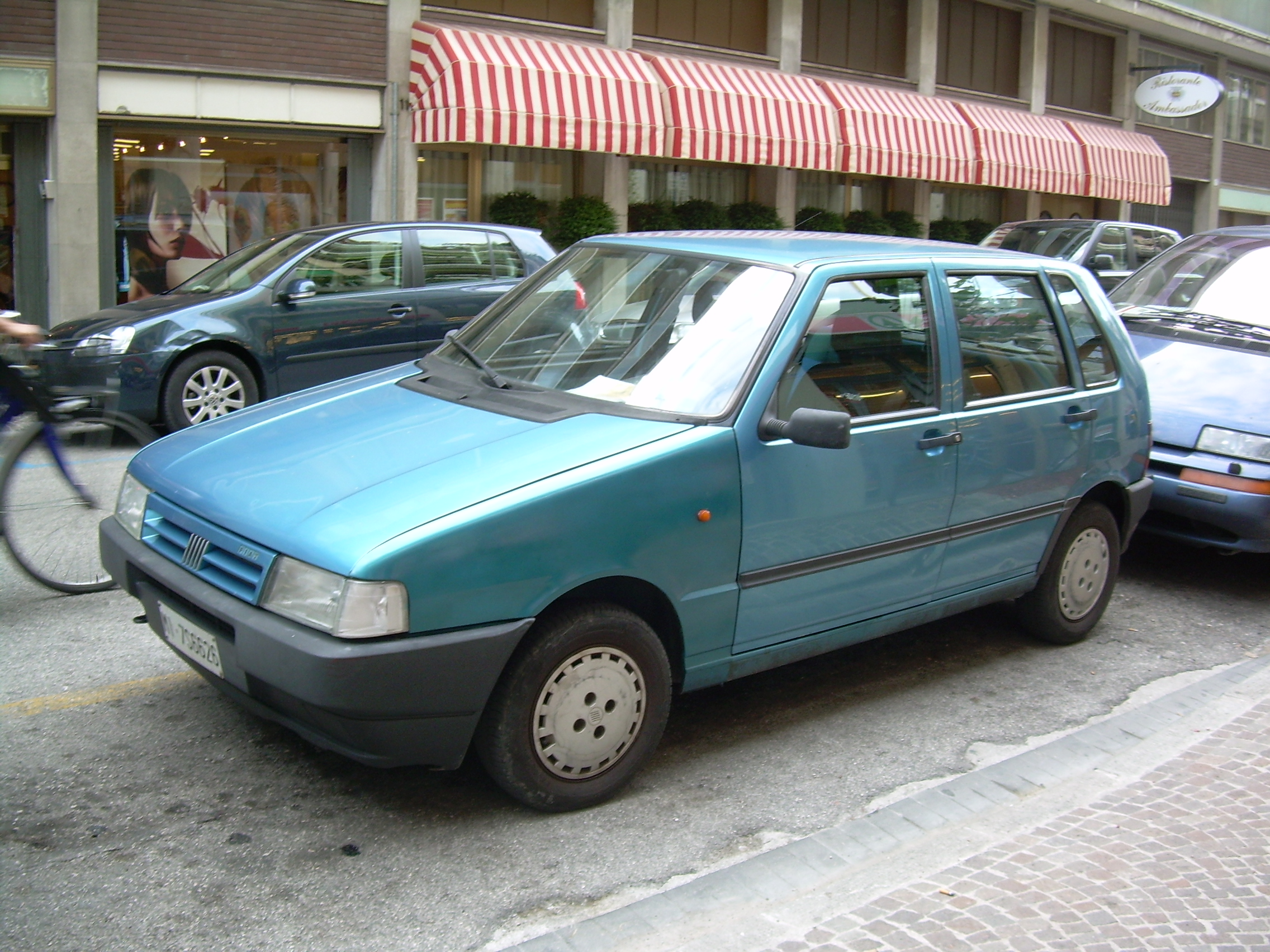
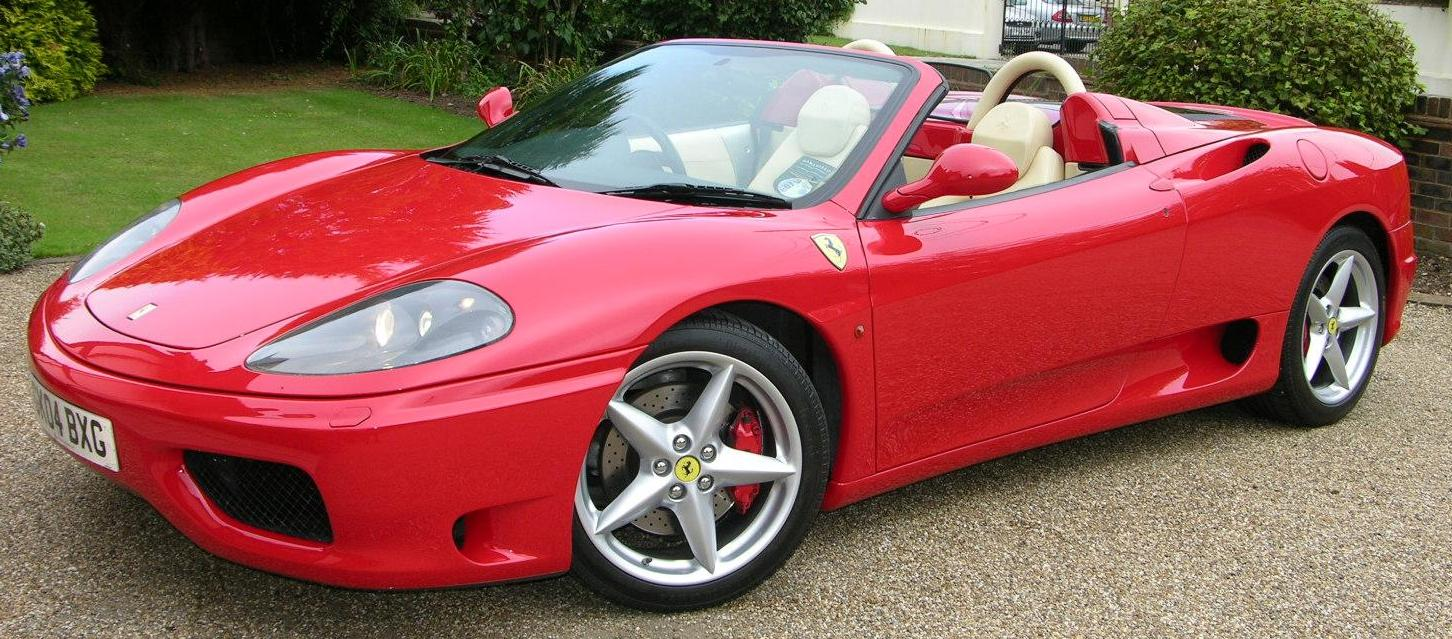
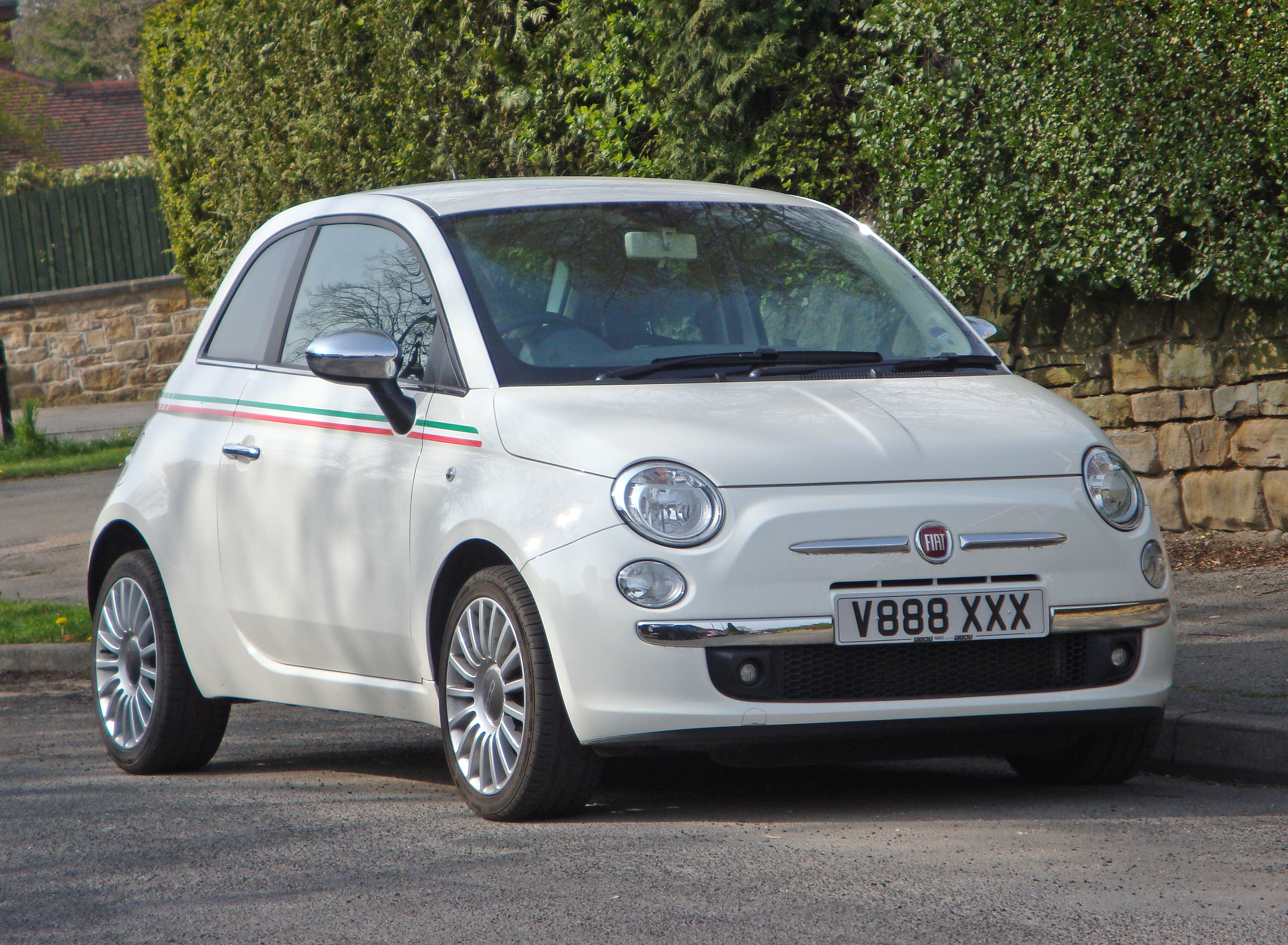
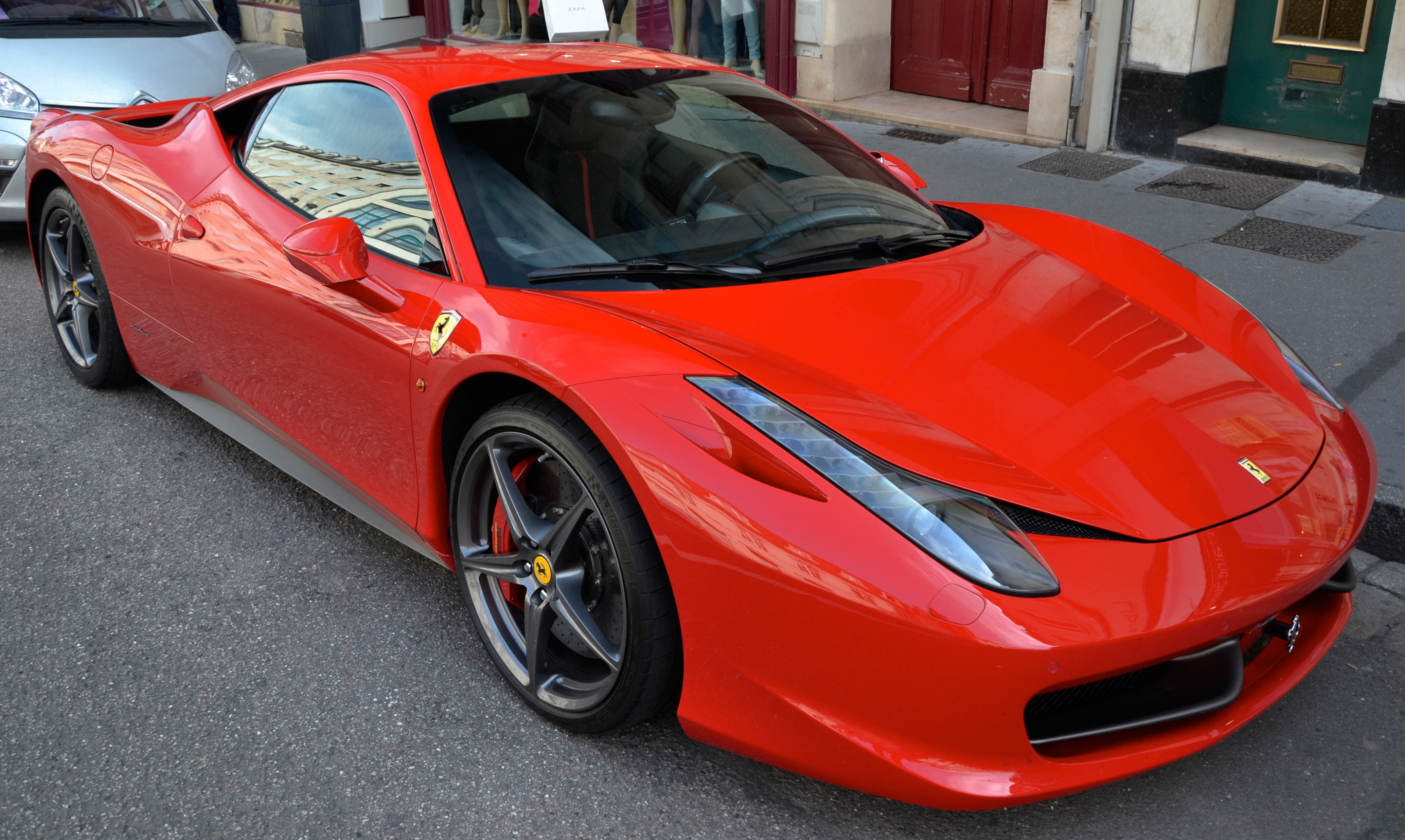